# Eugeniusz Rzewuski
Eugeniusz Rzewuski (ur. 19 listopada 1944 w Lublinie) – polski afrykanista i dyplomata, specjalista od języków suahili i bantu oraz społecznej i kulturowej tematyki Afryki portugalskojęzycznej.

## Życiorys
Absolwent afrykanistyki Uniwersytetu Warszawskiego, gdzie w 1967 został zatrudniony w Zakładzie Języków i Kultur Afryki. Doktorat obronił w 1972. W latach 1977–1983 pracował na Uniwersytecie Eduardo Mondlane w Maputo w Mozambiku, gdzie utworzył ośrodek badań nad językami tego kraju. Był wieloletnim pracownikiem Katedry Języków i Kultur Afryki w Wydziale Orientalistycznym Uniwersytetu Warszawskiego oraz Ministerstwa Spraw Zagranicznych. Przewodniczący Polskiego Towarzystwa Afrykanistycznego (2009–2012). Jest autorem szeregu książek i artykułów poświęconych językom i kulturom Afryki.
W latach 2003–2006 był ambasadorem RP w Luandzie (Angola), w latach 1995–1999 sprawował też funkcję polskiego Chargé d’affaires w Tanzanii. 

## Wybrane publikacje
- Azania Zamani. Mity, legendy i tradycje ludów Afryki Wschodniej, Warszawa: ISKRY, 1978.
- Wstęp do Afrykanistyki, Warszawa: WUW, 1994.